# A regionális vagy kisebbségi nyelvek európai kartája
A regionális vagy kisebbségi nyelvek európai kartája nemzetközi egyezményt 1992. június 22-én fogadta el az Európa Tanács Miniszteri Bizottsága Strasbourgban. Célja, hogy támogassa az Európában beszélt helyi és kisebbségi nyelveket.

## Tartalma
A karta csak azokra a nyelvekre vonatkozik, amelyeket az aláíró országok állampolgárai hagyományosan használnak (tehát a bevándorlók által használt nyelvekre nem), amelyek jelentősen különböznek a többségi vagy hivatalos nyelvtől (tehát a nemzeti nyelvek egyes nyelvjárásai nem tartoznak ide), és amelyeknek vagy van meghatározható elterjedési területük (tehát az adott állam egy bizonyos részének lakossága hagyományosan használja), vagy az egész országban szétszórtan beszélik (ide tartozik a jiddis és a roma nyelv, amiket nagy területen használnak).
Azokat a nyelveket, amelyek egy államnak csak egy adott körzetében vagy szövetségi területén élveznek hivatalos státuszt (például a katalán Spanyolországban), nem tekintik hivatalos nyelvnek, így azok hasznát láthatják a kartának. Másfelől Írország nem tudja alkalmazni a kartát az ír nyelv védelme érdekében, mert az, bár csak egy kisebbség beszéli, az alkotmány szerint az ország első hivatalos nyelve. Mindazonáltal az Egyesült Királyság ratifikálta a kartát tekintettel az Észak-Írországban is beszélt írre és más Nagy-Britanniában honos kisebbségi nyelvekre. Franciaország, bár szintén aláírta a kartát, az alkotmánybíróság döntése alapján nem ratifikálta azt, de készült egy lista az országban honos regionális nyelvekről, amelyekre alkalmazzák a karta ajánlásait.
Mivel a kisebbségi nyelvek helyzete különböző és minden nyelv egyedi eset, a karta nem támaszt minden országgal szemben azonos elvárásokat. Ezzel szemben felsorol 68 tevékenységet a közélet hét területén, amivel a részt vevő országok védhetik és támogathatják a történelmi regionális és kisebbségi nyelveket; az államoknak legalább 35-öt vállalniuk kell ezek közül (kedvelt kifejezéssel élve à la carte, mintha étlapról válogatnának).
A nyelvek védelmének két szintje létezik. Az alsó védelmi szintet minden aláíró köteles elfogadni, eszerint meg kell határozniuk, mely nyelvet vagy nyelveket tekintenek a karta hatálya alá esőnek. Ezenfelül az aláírók vállalhatják, hogy ez a nyelv vagy nyelvek magasabb szintű védelemben részesülnek.
Magyarország a kihirdetésekor, 1992. november 5-én írta alá a kartát, és a magyar Országgyűlés az elsők között, az 1995. április 7-én kelt 35/1995. (IV. 7.) Ogy. számú határozatával ratifikálta.

## Részt vevő országok
A táblázat a 2009. június 6-ai állást mutatja (aktuális adatok angolul az ET honlapján).
| ET-tagország | Aláírás             | Ratifikáció          | Hatálybalépés      | Elismert nyelvek |
| --- | ------------------- | -------------------- | ------------------ | --- |
| Albánia |                     |                      |                    | |
| Andorra |                     |                      |                    | |
| Ausztria | 1992. november 5.   | 2001. június 28.     | 2001. október 1.   | gradistyei (burgenlandi horvát), magyar, roma, szlovén, szlovák, cseh                                                              |
| Azerbajdzsán | 2001. december 21.  |                      |                    | |
| Belgium |                     |                      |                    | |
| Bosznia-Hercegovina                                                                                                  | 2005. szeptember 7. |                      |                    | |
| Bulgária |                     |                      |                    | |
| Ciprus | 1992. november 12.  | 2002. augusztus 26.  | 2002. december 1.  | örmény |
| Csehország | 2000. november 9.   | 2006. november 15.   | 2007. március 1.   | német, lengyel, roma, szlovák |
| Dánia | 1992. november 5.   | 2000. szeptember 8.  | 2001. január 1.    | német |
| Egyesült Királyság                                                                                                   | 2000. március 2.    | 2001. március 27.    | 2001. július 1.    | cornwalli, ír, manx, scots és ulsteri scots, skót gael, walesi                                                                     |
| Észtország |                     |                      |                    | |
| Finnország | 1992. november 5.   | 1994. november 9.    | 1998. március 1.   | roma, lapp, svéd |
| Franciaország | 1999. május 7.      |                      |                    | |
| Görögország |                     |                      |                    | |
| Grúzia |                     |                      |                    | |
| Hollandia | 1992. november 5.   | 1996. május 2.       | 1998. március 1.   | nyugati fríz, jiddis, limburgi, alsószász, roma                                                                                    |
| Horvátország | 1997. november 5.   | 1997. november 5.    | 1998. március 1.   | magyar, olasz, ukrán, ruszin, szerb, szlovák, cseh                                                                                 |
| Írország |                     |                      |                    | |
| Izland | 1999. május 7.      |                      |                    | |
| Lengyelország | 2003. május 12.     | 2009. február 12.    | 2009. június 1.    | |
| Lettország |                     |                      |                    | |
| Liechtenstein | 1992. november 5.   | 1997. november 18.   | 1998. március 1.   | Nincsenek elismert nyelvek |
| Litvánia |                     |                      |                    | |
| Luxemburg | 1992. november 5.   | 2005. június 22.     | 2005. október 1.   | Nincsenek elismert nyelvek |
| Macedónia | 1996. július 25.    |                      |                    | |
| Magyarország | 1992. november 5.   | 1995. április 26.    | 1998. március 1.   | német, horvát, román, szerb, szlovén, szlovák                                                                                      |
| Málta | 1992. november 5.   |                      |                    | |
| Moldova | 2002. július 11.    |                      |                    | |
| Monaco |                     |                      |                    | |
| Németország | 1992. november 5.   | 1998. szeptember 16. | 1999. január 1.    | dán, alnémet, alsószorb, északi fríz, felsőszorb, roma, keleti fríz                                                                |
| Norvégia | 1992. november 5.   | 1993. november 10.   | 1998. március 1.   | lapp |
| Olaszország | 2000. június 27.    |                      |                    | |
| Oroszország | 2001. május 10.     |                      |                    | |
| Örményország | 2001. május 11.     | 2002. január 25.     | 2002. május 1.     | asszír (neoarameus, nem azonos az ókori nyelvvel), görög, yezidi, kurd, orosz                                                      |
| Portugália |                     |                      |                    | |
| Románia | 1995. július 17.    | 2008. január 29.     | 2008. május 1.     | albán, örmény, görög, olasz, macedón, roma, tatár, héber, bolgár, horvát, cseh, német, magyar, orosz, szerb, szlovák, török, ukrán |
| San Marino |                     |                      |                    | |
| Spanyolország | 1992. november 5.   | 2001. április 9.     | 2001. augusztus 1. | baszk, katalán, galíciai |
| Svájc | 1993. október 8.    | 1997. december 23.   | 1998. április 1.   | olasz, rétoromán |
| Svédország | 2000. február 9.    | 2000. február 9.     | 2000. június 1.    | finn, jiddis, roma, lapp, Torne-völgyi finn                                                                                        |
| Szerbia | 2005. március 22.   | 2006. február 15.    | 2006. június 1.    | albán, bosnyák, bolgár, magyar, horvát, ukrán, román, ruszin, roma, szlovák                                                        |
| Szlovákia | 2001. február 20.   | 2001. szeptember 5.  | 2002. január 1.    | bolgár, német, magyar, horvát, ukrán, lengyel, ruszin, roma, cseh                                                                  |
| Szlovénia | 1997. július 3.     | 2000. október 4.     | 2001. január 1.    | magyar, olasz, roma |
| Törökország |                     |                      |                    | |
| Ukrajna | 1996. május 2.      | 2005. szeptember 19. | 2006. január 1.    | ? |
| |                     |                      |                    | |
| Montenegró, bár nem tagja az Európa Tanácsnak, a Kartát – még Szerbia-Montenegró tagjaként – aláírta és ratifikálta. |                     |                      |                    | |
| |                     |                      |                    | |
| Montenegró | 2005. március 22.   | 2006. február 15.    | 2006. június 6.    | albán, roma |